# Parafia św. Jana Chrzciciela w Solcu
Parafia św. Jana Chrzciciela w Solcu – parafia rzymskokatolicka w metropolii katowickiej, diecezji opolskiej, dekanacie bialskim.

## Historia
W Solcu istniała komandoria joannitów. Komtur był proboszczem kościoła. Zakonnicy żyli z ofiar parafian, prowadząc równocześnie folwark. Pierwszy kościół drewniany wzniesiono w 1285. Drugi kościół murowany zbudowano w 1525. Obecny kościół neobarokowy jest z 1904. Konsekrowano go w 1912. Joannici prowadzili parafię do kasaty klasztorów na Śląsku w 1810.
Do parafii należą wierni z miejscowości: Solec, Browiniec Polski, Krobusz, Nowa Wieś Prudnicka, Rostkowice i Żabnik. Parafia posiada kościoły filialne: w Krobuszu pw. Matki Boskiej Fatimskiej, w Browińcu pw. Podwyższenia Krzyża Świętego. W Solcu istnieje cmentarz parafialny.